# Tillberga
Tillberga is een plaats in de gemeente Västerås in het landschap Västmanland en de provincie Västmanlands län in Zweden. De plaats heeft 2096 inwoners (2005) en een oppervlakte van 158 hectare. Tillberga ligt ongeveer 10 kilometer ten noorden van de stad Västerås.

## Verkeer en vervoer
Bij de plaats loopt de Riksväg 56.
De plaats had een station aan de nog bestaande spoorlijn Oxelösund - Sala.